# Pokémon Unite
Pokémon Unite ist ein kostenlos spielbares Multiplayer-Online-Battle-Arena-Spiel (MOBA), das von TiMi Studio Group (Tencent Games) entwickelt und von The Pokémon Company veröffentlicht wurde. Am 21. Juli 2021 ist das Spiel für Nintendo Switch erschienen, am 22. September 2021 für Android- und iOS-Geräte. Der Titel wurde über 70 Millionen Mal heruntergeladen.

## Spielprinzip
In Pokémon Unite treten Spieler in 5-gegen-5-Kämpfen gegeneinander an. Während einer zehnminütigen Runde müssen die Mitspieler zusammenarbeiten, um möglichst viel Punkte zu sammeln und dadurch das Spiel zugewinnen. Ein Sieg kann ebenso durch die Aufgabe des Gegnerteams erzielt werden. Eine Aufgabe ist erst ab der Hälfte der Spielzeit zulässig, wenn die Mehrheit der Mitspieler der Abstimmung zustimmen. Jeder Spieler beginnt ein Spiel mit einem relativ schwachen Pokémon. Das Pokémon kann stärker werden und Zugang zu neuen Fähigkeiten erhalten, indem es wilde Pokémon fängt, wilde Pokémon besiegt und gegnerische Spieler-Pokémon ausschaltet. Das in anderen Pokémon-Spielen übliche Typ-System, das dem Stein, Schere, Papier ähnelt und die Effektivität jedes Pokémon gegen andere bestimmt, fehlt in Pokémon Unite. Das Spiel enthält jedoch eine für die Serie neue Mechanik, die „Unite Moves“. Diese ähneln den „Ultimate Moves“ anderer MOBA-Spiele, sind für jedes Pokémon einzigartig und können je nach Pokémon auf bestimmten Stufen freigeschaltet werden.

## Spielbare Pokémon
Spieler können vor jeder Spielrunde eine der spielbaren Pokémonfiguren auswählen. Diese müssen zuvor im spieleigenen Shop gekauft oder durch Missionen freigespielt werden, sofern diese nicht als Teil einer Rotation vorübergehend kostenlos in den ungewerteten Modi spielbar sind. Zu Beginn des Spiels kann jeder Spieler eins von fünf Starter-Pokémon auswählen. Zur Wahl stehen: Cottomi, Relaxo, Pikachu, Glurak und Fiaro. Die verschiedenen Pokémon besitzen allesamt unterschiedliche Attacken, Stärken und Schwächen. Sie unterscheiden sich in den Attributen: Offensive, Zähigkeit, Mobilität, Punkterzielung und Unterstützung.
Jedes Pokémon im Spiel wird, ausgehend von seinen Fähigkeiten, eine gewisse Rolle im Team zugeordnet. Die Pokémon sind in fünf Kategorien eingeteilt, welche die Rollen in den Kämpfen vordefinieren. Die fünf Kategorien sind folgende: Angreifer (hier gibt es spezielle und physische Angreifer), Sprinter, Allrounder, Verteidiger und Unterstützer.
Eine Liste aller spielbaren Pokémon mit Attributen ist auf der offiziellen Website von Pokémon Unite einsehbar.

## Entwicklung
Im Februar 2021 gab The Pokémon Company bekannt, dass im März 2021 ein weiterer geschlossener Betatest in Kanada exklusiv für Android-Smartphone-Nutzer anlaufen werden soll. Seit dem 21. Juli 2021 ist das Spiel auf der Nintendo Switch spielbar. Zum Release waren für das Spiel nur englische, japanische, koreanische und zwei chinesische (Lang- und Kurzzeichen) Sprachversionen verfügbar. Am 22. September erschienen eine Version für Mobilgeräte (Android und iOS), die sich kaum von der Switch-Version unterscheidet und Crossplay ermöglicht. Gleichzeitig wurde ein Update ausgespielt, das unter anderem eine deutsche, italienische, französische und spanische Sprachversion umfasst.

## Rezeption
Pokémon Unite erhielt laut Metacritic „gemischte oder durchschnittliche“ Bewertungen. IGN gab dem Spiel eine Bewertung von 6 von 10 und kritisierte das Pay-to-Win-Prinzip. Fans und Medien prangerten das Spiel für seine bewusst unübersichtliche Monetarisierung über Mikrotransaktionen an, die drei unterschiedliche Ingame-Währungen umfasst. Die kostenlos freispielbaren Währungen würden sehr langsam verteilt, sodass kostenpflichtige Upgrades wesentlichen Einfluss auf den Spielerfolg hätten. Im Vergleich zu anderen MOBAs sei das Spiel besonders intransparent. Insgesamt sei das Spiel, auch durch die glücksspielähnlichen Lootboxen, für Kinder nicht zu empfehlen.

### Spielerzahlen
Bis April 2022 verzeichnete Pokémon Unite über 70 Millionen Downloads.